# Jacques van Tol
Jacobus Franciscus van Tol (Aalsmeer, 22 november 1897 – Amsterdam, 24 juli 1969) was een Nederlandse tekstdichter. Tijdens de Tweede Wereldoorlog werkte hij onder het pseudoniem Paulus de Ruiter.

## Loopbaan
Van Tol was vanaf omstreeks 1920 tot aan zijn dood een van de belangrijkste leveranciers van teksten voor Nederlandse kleinkunstartiesten. Hij werkte meestal onder pseudoniem en schreef vrijwel alle teksten voor Louis Davids en Snip en Snap. Davids betaalde hem 100 gulden per tekst en zette er dan zijn eigen naam onder, zodat pas na de oorlog bekend werd dat Van Tol de tekstschrijver was van liedjes als Naar de bollen, De olieman, De voetbalmatch en De kleine man. Andere bekende uitvoerders van zijn werk waren Willy Derby, Lou Bandy (Wie heeft er suiker in de erwtensoep gedaan?) en Fien de la Mar (Ik wil gelukkig zijn).
Tijdens de Tweede Wereldoorlog schreef Van Tol een grote hoeveelheid nazi-propaganda voor het radioprogramma Zondagmiddagcabaret van Paulus de Ruiter. Voor dit programma maakte hij onder meer een aantal antisemitische liedjes, waaronder De Jodenman, een parodie op De kleine man dat Van Tol ooit zelf voor de Joodse zanger Louis Davids had geschreven. Hij schreef echter ook Op de Grebbeberg en Als op het Leidseplein de lichtjes weer eens branden gaan, teksten die de bevolking gedurende de Duitse bezetting troost gaven. In 1944 zegde hij zijn NSB-lidmaatschap op.
Na de oorlog zat hij wegens zijn activiteiten drie jaar gevangen. De hulp die hij tijdens de oorlog aan onderduikers verleende werd in het vonnis in zijn voordeel meegewogen. Dat over de ex-NSB'er Van Tol tijdens de gehele naoorlogse periode in Nederland misprijzend werd gedacht, betekende niet dat zijn teksten niet meer gewild waren. Ze werden echter heimelijk van hem betrokken, en net als ten tijde van Davids werden er andere namen onder gezet. René Sleeswijk bestelde vrijwel alle teksten van de naoorlogse Snip en Snap-revue bij Van Tol, o.a. de beroemde scene Het is níet m'n broer. Zelfs Heintje Davids zong teksten van Van Tol waarmee ze haar comeback kon vieren. Ze moesten over de vervolgde joden gaan en haar vreugde om het feit dat althans zij, Heintje Davids, de jodenvervolging had overleefd. Jacques van Tol dichtte, bereidwillig."
Toen Wim Sonneveld in de aankondiging van het lied Ome Thijs meldde dat hij het een leuk idee vond om eens een liedje in de stijl van Louis Davids te schrijven, kondigde hij niet zijn eigen tekst aan, maar die van Davids' vaste tekstleverancier Van Tol. Een rel binnen de Nederlandse artiestenwereld ontstond midden jaren 1960 toen uitkwam dat Van Tol teksten had geschreven voor dat theaterprogramma van Sonneveld. Simon Carmiggelt, een van de eerste medewerkers van de illegale verzetskrant Het Parool, wilde de door hem geschreven conference De man met de kroketten terugtrekken, maar zag hier na overleg met Sonneveld van af. Ook Sonnevelds beroemde slotlied Ik zou nooit iets anders willen zijn (Haal het doek maar op) was geschreven door Van Tol.
Voor Corry Brokken vertaalde hij Tu te laisses aller van Charles Aznavour (Mijn ideaal) en voor Tom Manders schreef hij Als ik wist dat je zou komen, had ik de loper uitgelegd. Ria Valk bracht zijn Jans Pommerans uit Nieuwerschans, een nummer uit 1924 dat indertijd gezongen werd door Duo Hofmann en in de tweede solo-show van Sonneveld door Ina van Faassen was vertolkt. Ook Max van Praags Over vijfentwintig jaar was van Van Tol, net als het lied Holderdebolder, we hebben een koe op zolder, geschreven voor de Snip en Snap-revue van 1940.

## Privé-leven
Van Tol huwde in 1931 Jet Tas uit Aalsmeer. Na zijn scheiding, drie jaar later, hertrouwde hij in 1936 met ballerina Jeanne Koopman. Het echtpaar kreeg drie kinderen, onder wie de zanger, pianist en trompettist Hans van Tol (1940-2002), beter bekend als Tol Hansse.

## Musical
In het seizoen 2005/2006 bracht Jos Brink de musical Als op het Leidseplein... in de Nederlandse theaters, over het leven van Jacques van Tol met liedjes van Van Tol.
Rollen:
- Jos Brink: Jacques van Tol
- Trudy Labij: Willemien
- Irene Kuiper: Heintje Davids
- Barend van Zon: Peter Pech & Wim Sonneveld
- Han Oldigs: Louis Davids
- Jan Elbertse: René Sleeswijk & Max Blokzijl

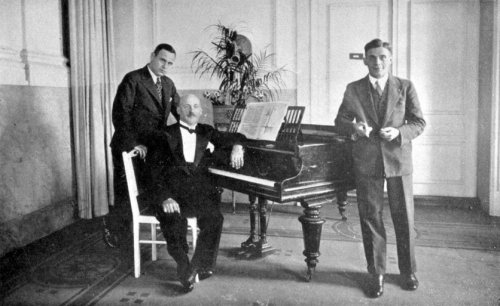
Met Louis Davids (rechts) en pianist H. Davids (midden), 1930
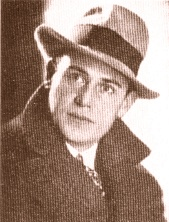
Jong met hoed
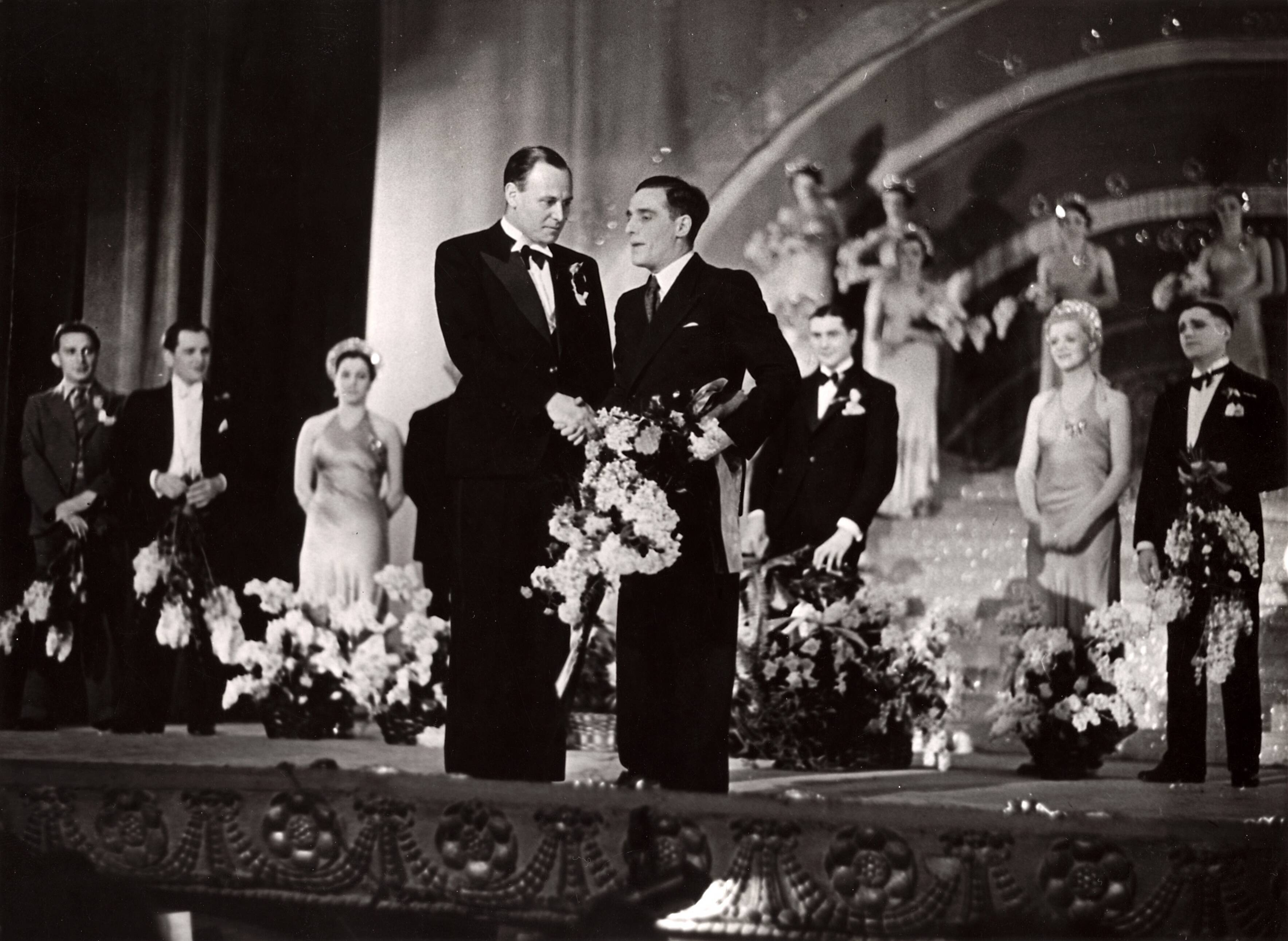
Jacques van Tol (links) en Louis Davids (1936)
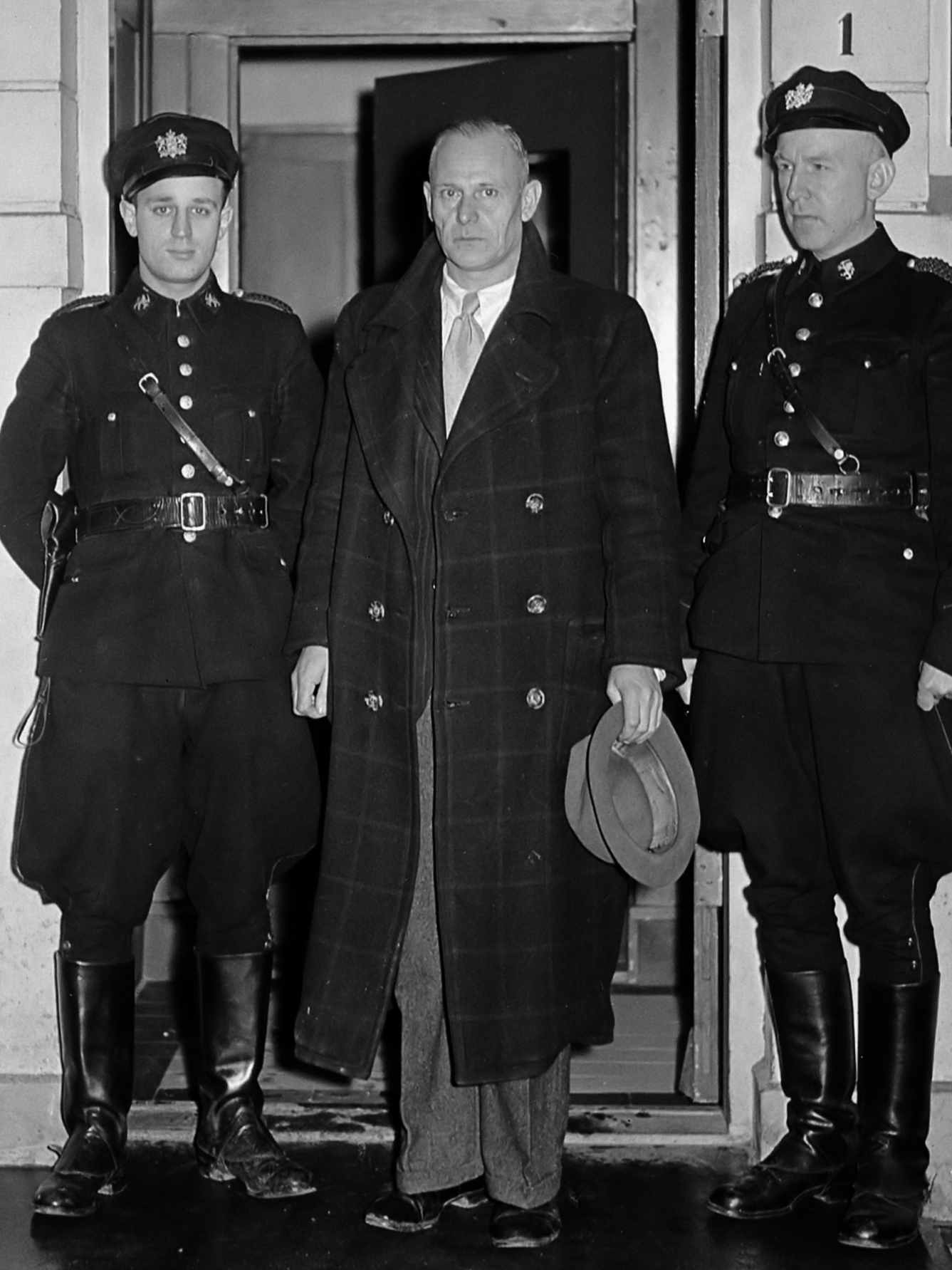
Bij de rechtbank (1947)